# New Zealand Gazette
New Zealand Gazette, numită în mod obișnuit Gazette, este ziarul oficial al guvernului din Noua Zeelandă. Este publicat în fiecare joi, iar în fiecare marți este publicată o Custom Edition. A fost editat săptămânal, cu excepția perioadei de Crăciun / Anul Nou, începând cu 1841. Ediții speciale sunt publicate de două ori pe an pentru a prezenta acordarea medaliilor de Anul Nou și cele acordate cu ocazia zilei de naștere a reginei.
Primul număr a fost publicat ca Gazette Extraordinary la 30 decembrie 1840. Apoi, a fost New Zealand Government Gazette din 1841 până în 1847. Între 1847 și 1853 a fost separat în New Zealand Government Gazette, Province of New Ulster pentru New Ulster (Insula de Nord), publicată în Auckland și în New Zealand Government Gazette, Province of New Munster pentru New Munster (Insula de Sud), publicată în Wellington. În 1853, cei doi au fost reuniți în New Zealand Government Gazette și s-a schimbat în titlul său actual la 11 august 1857.
În 2014, ediția online a Gazetei a devenit versiunea oficială, în timp ce o ediție tipărită este încă disponibilă pentru abonament.